# Mesa de las Vacas
Mesa de las Vacas är en ort i Mexiko.   Den ligger i kommunen Mezquital och delstaten Durango, i den centrala delen av landet, 700 km nordväst om huvudstaden Mexico City. Mesa de las Vacas ligger 1 923 meter över havet och antalet invånare är 148.
Terrängen runt Mesa de las Vacas är huvudsakligen kuperad, men åt sydväst är den bergig. Runt Mesa de las Vacas är det mycket glesbefolkat, med 3 invånare per kvadratkilometer. Närmaste större samhälle är Candelaria del Alto, 4,2 km sydost om Mesa de las Vacas. I omgivningarna runt Mesa de las Vacas växer huvudsakligen savannskog.